# Suzan Lamens
Suzan Lamens (nació el 5 de julio de 1999) es una tenista profesional de los Países Bajos.
Lamens tiene un ranking de individuales WTA más alto de su carrera, n.º 86, logrado el 4 de noviembre de 2024. También fue n.º 183 en dobles, logrado el 22 de mayo de 2023.
Hizo su debut en la WTA Tour en el Torneo WTA de Bogotá 2022, luego de pasar la clasificación. Aquí también ganó su primer partido en la WTA venciendo a la preclasificada #7 Astra Sharma que era 96 del mundo.
En julio de 2024, llegó a su primer cuartos de final de un torneo WTA en el Torneo WTA de Budapest 2024 esto tras vencer en primera ronda a Varvara Gracheva, preclasificada #8, y a la clasificada Carole Monnet en segunda ronda. Finalmente perdería con la finalista del evento Aliaksandra Sasnovich en 3 set.

## Títulos WTA (1; 1+0)

### Individual (1)
| Leyenda              |
| -------------------- |
| Grand Slam (0)       |
| Juegos Olímpicos (0) |
| WTA Finals (0)       |
| WTA 1000 (0)         |
| WTA 500 (0)          |
| WTA 250 (1)          |

| N.º | Fecha                 | Torneo | Superficie | Oponente en la final | Resultado |
| --- | --------------------- | ------ | ---------- | -------------------- | --------- |
| 1.  | 20 de octubre de 2024 | Osaka  | Dura       | Kimberly Birrell     | 6-0, 6-4  |

## Títulos WTA 125s

### Individual (1)
| N.º | Fecha               | Torneo | Superficie    | Oponente     | Puntaje       |
| --- | ------------------- | ------ | ------------- | ------------ | ------------- |
| 1.  | 21 de abril de 2024 | Oeiras | Tierra batida | Clara Tauson | 6-4, 5-7, 6-4 |